# Coachella - Woodstock in My Mind
Coachella - Woodstock In My Mind è un singolo promozionale della cantante statunitense Lana Del Rey, nona traccia dal quinto album in studio Lust for Life e pubblicato il 15 maggio 2017.

## Descrizione
Il 17 aprile 2017 la cantante posta sul suo profilo Instagram un video in cui canta un estratto della canzone. Come didascalia Del Rey scrive: 

## Tracce
1. Coachella - Woodstock In My Mind – 4:18 (Elizabeth Grant, Rick Nowels)

## Classifiche
| Classifica (2017) | Posizione massima |
| ----------------- | ----------------- |
| Francia           | 82                |